# Mschanez (Fluss)
Der Mschanez (ukrainisch Мшанець; polnisch Mszanka oder Mszaniec) ist ein 21 km langer, linker Zufluss des Dnister in der Ukraine. Der Fluss durchfließt im Oberlauf die polnische Woiwodschaft Karpatenvorland und bildet damit einen Teil des kleinen Gebiets in Polen, das über den Dnister zum Schwarzen Meer entwässert.

## Geografie
Der rund 21 km lange Fluss entspringt in der Gmina Czarna im Powiat Bieszczadzki im Sanok-Turkaer Gebirge, erreicht nach einem Lauf von 7,6 km das Gebiet der Ukraine und mündet bei Holowezko (Головецько, polnisch Hołowiecko) auf einer Höhe von 450 m den Oberlauf des Dnister. Das Einzugsgebiet wird mit 107 km² angegeben.